# Year of the Dog... Again
Albums de DMX
Grand Champ
(2003) The Definition of X: The Pick of the Litter
(2007)
Singles
1. We in Here
Sortie : 2006
2. Lord Give Me a Sign
Sortie : 2006

Year of the Dog... Again est le sixième album studio de DMX, sorti le 1er août 2006.
L'album s'est classé 1er au Top R&B/Hip-Hop Albums et 2e au Billboard 200 et s'est vendu à 125 000 exemplaires la première semaine.

## Réception
Le site Metacritic lui a attribué la note de 60 sur 100.
Le magazine XXL lui a donné un « L », soit l'équivalent de 3 étoiles sur 5 : « Clairement, la touche poétique de DMX est restée intacte. Mais Year of the Dog est assez nostalgique, ignorant que le hip-hop et DMX lui-même ont changé au fil des années. Malheureusement, si X n'apprend pas quelques nouveaux trucs, les choses risquent de ne jamais être les mêmes… ».
HipHopDX a donné la note de 2,5 sur 5 et déclaré : « L'album est à l'image de ce que DMX est devenu : perdu. Tout comme ses saloperies extravagantes et ses problèmes avec la loi, en luttant contre l'incohérence et la pensée saine. »
AllHipHop l'a noté 3,5 sur 5 : « Le niveau de DMX reste impeccable. Il s'est taillé sa propre niche, en perfectionnant sa marque d'agression non filtrée. Les fans de DMX ne seront pas déçus… ».
About.com lui a également attribué la note de 3,5 sur 5, déclarant : « En dépit de tous les problèmes personnels qu'a connu X, il trouve encore un moyen de préserver l'ampleur et la profondeur de sa voix puissante, sa voix seule est capable de propulser l'album. Alors que le thème canin est difficile à reproduire, le pardon, la rédemption et finalement la présence d'un être suprême se présentent comme un sous-texte à l'esprit canin de X. Il semble que le chien a enfin trouvé le chemin du retour ».

## Liste des titres
| No  | Titre                                                 | Contient un (des) sample(s) de                                                           | Durée |
| --- | ----------------------------------------------------- | ---------------------------------------------------------------------------------------- | ----- |
| 1.  | Intro                                                 | Nobody but You Babe de Clarence Reid                                                     | 1:32  |
| 2.  | We in Here                                            |                                                                                          | 3:54  |
| 3.  | I Run Shit (featuring Big Stan)                       |                                                                                          | 3:56  |
| 4.  | Come Thru (Move) (featuring Busta Rhymes)             |                                                                                          | 3:42  |
| 5.  | It's Personal (featuring Styles P et Jadakiss)        |                                                                                          | 3:44  |
| 6.  | Baby Motha (featuring Janyce)                         | (Let Me Put) Love on Your Mind de Con Funk Shun                                          | 4:41  |
| 7.  | Dog Love (featuring Amerie et Janyce)                 |                                                                                          | 3:42  |
| 8.  | Wrong or Right? (I'm Tired) (featuring Bazaar Royale) |                                                                                          | 5:24  |
| 9.  | Give 'Em What They Want                               |                                                                                          | 2:46  |
| 10. | Walk These Dogs (featuring Kashmir)                   | Set Me Free de Teddy Pendergrass                                                         | 2:56  |
| 11. | Blown Away (featuring Janyce et Jinx)                 | Ruff Ryders' Anthem de DMX Fallen Flowers d'Hollie Smith The World I Know d'Hollie Smith | 4:02  |
| 12. | Goodbye                                               |                                                                                          | 4:50  |
| 13. | Life Be My Song                                       |                                                                                          | 4:02  |
| 14. | The Prayer VI                                         |                                                                                          | 1:30  |
| 15. | Lord Give Me a Sign                                   |                                                                                          | 3:28  |